# Omicidio di Roberto Franceschi

Roberto Franceschi (Milano, 23 luglio 1952 – Milano, 30 gennaio 1973)

L'omicidio di Roberto Franceschi venne commesso a Milano martedì 23 gennaio 1973 durante uno scontro tra polizia e studenti dell'Università Commerciale Luigi Bocconi; Franceschi rimase vittima di un proiettile sparato alla nuca da un'arma in dotazione alle forze di polizia, e morì dopo una settimana di coma.

## Storia
Roberto Franceschi, figlio di Mario e dell'insegnante Lydia Buticchi, nota ex staffetta partigiana, e fratello di Cristina,  già durante il Liceo Scientifico Vittorio Veneto sviluppò i propri interessi sociali e politici, legandosi al Movimento Studentesco, una delle organizzazioni politiche della sinistra extraparlamentare. Diventato uno dei leader dell'organizzazione politica Movimento Studentesco, molto forte alla Bocconi, si impegna per controbattere la tendenza allora diffusa a privilegiare l'attività politica quotidiana e militante rispetto all'approfondimento culturale e scientifico. Così disse di lui un compagno di studi:

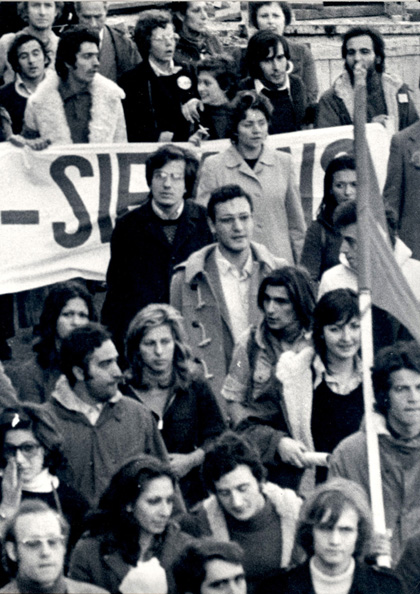
Manifestazione studentesca: al centro, con il montgomery, Roberto Franceschi.

Il 23 gennaio 1973 numerosi gruppi della sinistra extraparlamentare avevano indetto uno sciopero nazionale studentesco. Nella serata era programmata un'assemblea del Movimento Studentesco presso l'Università Bocconi.
Fino ad allora le assemblee serali nelle università erano sempre state aperte alla partecipazione di chi avesse voluto prendervi parte (e non erano mai sorti problemi di sicurezza). Ma il Rettore della Bocconi, Giordano Dell'Amore, stabilì che potessero accedere all'Università solo gli iscritti, mostrando il libretto.
La polizia, avvertita dal Rettore, circondò l'università con un nucleo di un centinaio di agenti del III Reparto Celere al comando dei vice questori Tommaso Paolella e Cardile e del tenente Addante, per far rispettare con la forza le disposizioni del Rettore. All'avvicinarsi dei giovani diretti all'assemblea, molti di essi (universitari e no) vennero allontanati bruscamente: seguirono aspre contestazioni da parte dei giovani e nacque un breve scontro con gli studenti e i lavoratori. Vistisi attaccati, agenti e funzionari di polizia spararono vari colpi d'arma da fuoco ad altezza d'uomo. Furono colpiti lo studente Roberto Franceschi (raggiunto alla nuca) e l'operaio Roberto Piacentini (alla schiena).
Piacentini, operaio della Cinemeccanica, venne subito caricato su un'auto che lo condusse al Policlinico.
Franceschi fu invece soccorso da quattro compagni e trascinato, in preda ad una grave emorragia, nell'atrio di un edificio. Un medico e uno studente gli praticarono il massaggio cardiaco e la respirazione bocca a bocca. Rimase senza conoscenza anche dopo il ricovero.
La prima versione della Questura fu che il giovane era stato colpito da un sasso lanciato dai giovani contestatori. Caduta questa versione, le indagini si rivolsero verso gli agenti. La Questura, sulla base del rapporto del colonnello Arcangelo Scarvaglieri, avanzò la versione dell'agente in preda a raptus: affermò infatti che l'agente di PS Gianni Gallo avrebbe sparato in stato di semi-incoscienza. Probabilmente, ritrovatosi in posizione isolata rispetto ai suoi colleghi e colto dal panico, l'agente avrebbe aperto il fuoco. È notorio che in quegli anni gli operatori di polizia utilizzati in servizio di ordine pubblico non fossero in alcun modo formati nelle tecniche di gestione dei tumulti di piazza.
Il giovane Franceschi rimase in coma per una settimana, morendo infine alle 15.25 del 30 gennaio.
Il 3 febbraio si svolsero i funerali, con una grande partecipazione pacifica e silenziosa. Parteciparono alle esequie il sindaco, Aldo Aniasi, rappresentanti della Provincia e di sindacati, partiti e organizzazioni politiche. Il Presidente della Camera dei deputati, Sandro Pertini, inviò una corona d'alloro in segno di solidarietà.

## I processi

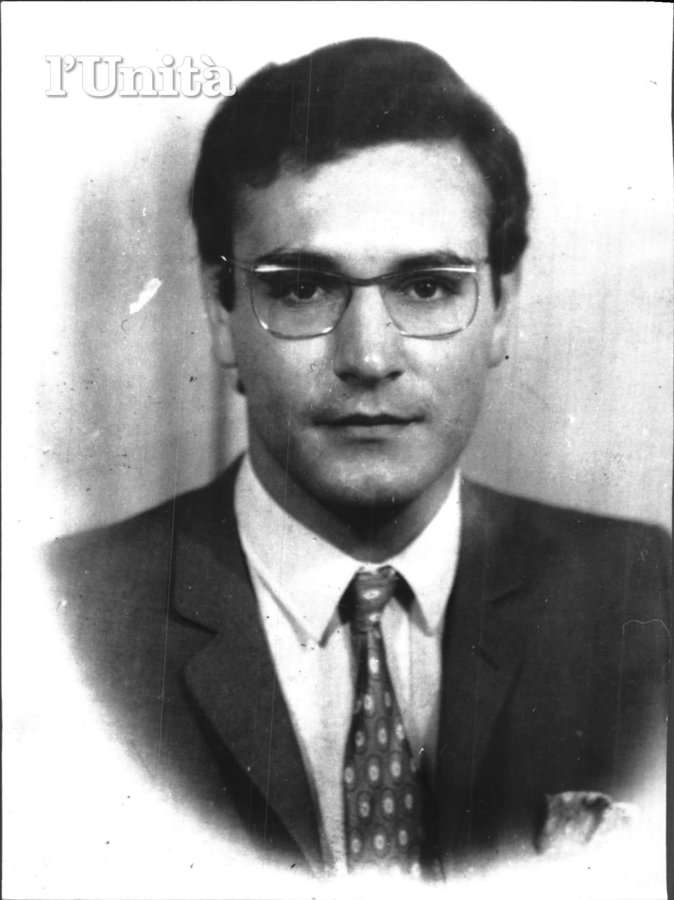
Manifestazione studentesca per la morte di Roberto Franceschi

Funerali di Franceschi organizzati dal Movimento Studentesco in accordo con la famiglia

Si celebrarono diversi processi per punire gli assassini di Roberto Franceschi. La vicenda giudiziaria si protrasse per oltre vent'anni, furono stabilite responsabilità generiche delle forze dell'ordine, ma non arrivò alla condanna del responsabile.
Il primo processo penale per l'omicidio di Roberto Franceschi si aprì il 10 maggio 1979, dopo 6 anni dall'uccisione di Roberto. Si svolse presso la Seconda Sezione della Corte d'Assise di Milano (Presidente Antonino Cusumano, Pubblico Ministero Gino Alma). Furono cinque gli imputati:
- due poliziotti (l'ex agente Gianni Gallo, il vicebrigadiere Agatino Puglisi) per omicidio preterintenzionale;
- il capitano di Pubblica Sicurezza Gaetano Savarese per falso;
- Sergio Cusani e Roberto Piacentini per oltraggio a pubblico ufficiale e lesioni a danno del tenente Vincenzo Addante.

Piacentini fu sia imputato che parte lesa nel processo.
Il processo si concluse il 18 luglio 1979 con queste sentenze:
- Agatino Puglisi e Gianni Gallo, assolti per non aver commesso il fatto.
- Sergio Cusani e Roberto Piacentini, assolti per insufficienza di prove e amnistia.
- Gaetano Savarese e Agatino Puglisi, condannati a un anno e sei mesi di reclusione per aver sostituito i proiettili nei caricatori e falsificato il verbale relativo al sequestro delle armi.

La sentenza fu confermata in Corte d'Assise d'Appello e successivamente in Cassazione.
Il secondo processo penale, nei confronti del vicequestore Tommaso Paolella imputato di omicidio volontario, iniziò nel 1984 e si concluse il 5 giugno 1984 con l'assoluzione per insufficienza di prove.
La Corte d'Assise d'Appello, il 22 aprile 1985, decise l'assoluzione per non aver commesso il fatto.
La famiglia di Franceschi decide quindi di agire in sede civile contro il Ministero dell'Interno per il risarcimento del danno.
Si accertò che il colpo omicida era partito da uomini delle forze di polizia, che a sparare furono almeno in cinque e che l'impiego delle armi da fuoco contro i manifestanti era avvenuto in assenza di legittimi presupposti.
I processi civili stabiliscono dunque la responsabilità del Ministero e un risarcimento già concesso nel 1990 e che, nell'ultima sentenza del 20 luglio 1999, fu definitivamente fissato in 600 milioni di lire, con i quali è stata finanziata la fondazione intitolata al giovane Franceschi, già fondata nel 1996.

## Commemorazione

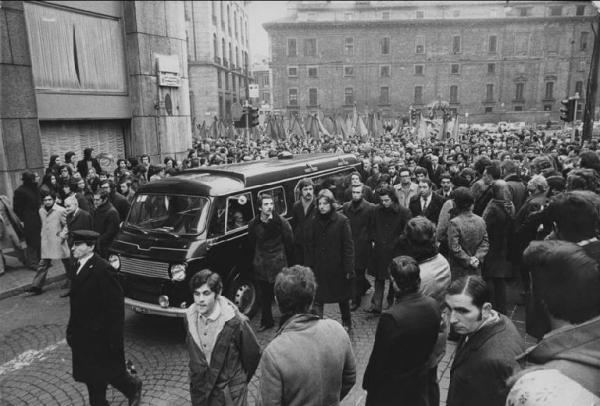
Il corteo funebre di Roberto Franceschi a Milano in una foto di Uliano Lucas

### Fondazione
La Fondazione si è costituita nel 1996 e svolge attività culturale nel campo delle ricerche sociali, dei diritti umani, dell'educazione alla mondialità ecc.
Questa scelta vuole ricordare il percorso ideale, di forte impegno intellettuale e sociale, che aveva intrapreso il giovane Franceschi.
La Fondazione offre, soprattutto per i giovani, iniziative culturali e occasioni di riflessioni critica attraverso pubblicazioni edite dalla Fondazione, incontri, dibattiti sui diritti umani e civili, mostre ecc…
Collaborando anche con altre associazioni, essa sostiene gli studenti che discutono tesi di laurea sul sottosviluppo e sull'emarginazione sociale.
Ogni anno, inoltre, la Fondazione pubblica un libro che viene diffuso nelle scuole medie.
Le pubblicazioni, edite dalla Fondazione e presentate ogni 23 gennaio presso l'aula magna dell'Università Bocconi, sono state dedicate ai seguenti temi:
- La Costituzione della Repubblica Italiana;
- I Diritti dell'Uomo;
- I Diritti del Bambino;
- I Diritti della Donna e della Cittadina;
- I Diritti dei Popoli Indigeni;
- Il Diritto alla Buona Acqua;
- La Periferia del Mondo;
- Il popolo dei rom e dei sinti.

Tali pubblicazioni sono frutto di ricerche storiche, di documenti e atti che la Comunità a livello internazionale, europeo e nazionale ha prodotto al riguardo, articoli scritti, appositamente per gli studenti, da qualificate personalità della cultura che hanno cercato di rendere accessibili anche tematiche non facili o principi di diritto internazionale.

### Altro
Roberto Franceschi è ricordato, oltre che dall'omonima Fondazione, anche da:
- Un monumento, opera collettiva di 40 artisti, posto sul luogo dell'omicidio, all'angolo tra Via Bocconi e Via Sarfatti[5]. Il monumento fu commissionato dal Movimento Studentesco e collocato nel 1977.
- Tre scuole:
  - l'Istituto Comprensivo Roberto Franceschi di Milano[6];
  - l'ITIS "Roberto Franceschi" di Gallarate[7].
  - L'Istituto Comprensivo "Roberto Franceschi" di Trezzano sul Naviglio.
- Il "Collettivo Roberto Franceschi", organizzazione autonoma degli studenti del Liceo Scientifico Vittorio Veneto, a Milano.
- Una lapide, posta presso l'Aula Magna dell'Università Statale di Milano[5].
- Una lapide posta all'ingresso dell'Aula Maggiore dell'Università Commerciale Luigi Bocconi e dedicata a Roberto Franceschi il 22 Gennaio 2023
- Un'aula studio, gestita dal gruppo studentesco "ULD – Studenti di sinistra", all'Università Cattolica del Sacro Cuore di Milano[8].
- Una via nel comune di Castione della Presolana (Bg), frazione di Dorga, paese dove era solito trascorrere le vacanze con la famiglia, e nel cui cimitero è stato seppellito.